# Прус Світлана Іванівна
Світлана Іванівна Прус — українська акторка. Заслужена артистка України (2015).

## Життєпис
Народилась 20 січня 1974 р. у місті Прилуках в родині військовослужбовця. У 1995 році закінчила Київський державний інститут театрального мистецтва ім. І. Карпенка-Карого, курс І.О. Молостової та О.М. Шаварського. Актриса Національного академічного драматичного театру ім. І.Франка.
Член Національної Спілки кінематографістів України.

## Фільмографія
- 2017—2018 — «Лікар Ковальчук» — Інга
- 2012 — «Матч» — Луїза Дещеня
- 2009 — «Свати 3» — Надюха
- 2007 — «Якщо ти мене чуєш» — Лора
- 2006 — «Помаранчеве небо» — Любаша
- 1999 — «Поет і княжна» («Тарас Шевченко. Заповіт») — Ганна Закревська
- 1998 — «Як гартувалася сталь» — Рита Устинович
- 1998 — «Пристрасть» (телефільм)
- 1997 — «Тарас Шевченко. Заповіт» (еіпзод 7—9)
- 1997 — «Святе сімейство» — Свєта
- 1996 — «Страчені світанки»